# Samuel Malafaia
Samuel Lima Malafaia (Rio de Janeiro, 31 de maio de 1949) é um pastor, engenheiro mecânico e político brasileiro filiado ao Partido Liberal (PL). Está no quinto mandato como deputado estadual do Rio de Janeiro. É irmão de Silas Malafaia.

## Biografia
É filho do pastor Gilberto Malafaia e da professora Albertina Malafaia, sendo membro da Igreja Evangélica Assembleia de Deus. Formado em Teologia pelo Instituto Bíblico Pentecostal, onde lecionou diversas matérias, é pastor auxiliar na Assembleia de Deus Vitória em Cristo, presidida por Silas Malafaia. É casado com Elizabeth Santos e pai de quatro filhos.
Formou-se na Escola Preparatória de Cadetes do Ar (EPCar) em 1968. É engenheiro mecânico pela Universidade do Estado do Rio de Janeiro (UERJ), com especialização em tecnologias e sistemas de proteção ambiental. Tem experiência profissional na Suíça e nos Estados Unidos. Foi diretor do Prosanear/RJ (Banco Mundial) e Vida Nova com Saúde, programas de saneamento básico para as populações carentes e de baixa renda do Rio de Janeiro. Foi assessor da presidência da Companhia Estadual de Águas e Esgotos do Rio de Janeiro (CEDAE), sendo responsável pela interlocução entre a empresa e o Tribunal de Contas do Estado do Rio de Janeiro (TCE-RJ). Em 2010, concluiu a pós-graduação em Políticas Públicas no Instituto de Estudos Sociais e Políticos ( IESP-UERJ).
Nas eleições de 2002, Samuel Malafaia foi eleito deputado estadual pelo Partido Socialista Brasileiro (PSB), com 60 mil votos, ficando entre os 10 mais votados. Participou de 11 comissões parlamentares, foi Corregedor da Casa por dois anos e membro efetivo da Comissão de Constituição e Justiça. Nas eleições de 2006, foi candidato pelo Partido do Movimento Democrático Brasileiro (PMDB), mas não se reelegeu.
Voltou à Assembleia Legislativa do Estado do Rio de Janeiro com 134.515 votos, em 2010, pelo Partido da República (PR), como o terceiro mais votado do estado, para a legislatura 2011-2015.
Foi reeleito em 2014 para a legislatura 2015-2019, desta vez pelo Partido Social Democrático (PSD), ao qual se filiara em 2011. Logo no início de seu novo mandato, votou a favor da nomeação de Domingos Brazão para o TCE-RJ, nomeação que foi muito criticada na época.
Votou contra a privatização da CEDAE em 2017. Migra para o Democratas (DEM), e nas eleições de 2018, foi reeleito com 83.784 votos.
Samuel Malafaia foi condecorado pela Força Aérea Brasileira com a Ordem do Mérito Aeronáutico, no grau de Oficial, e com a Medalha do Mérito Santos-Dumont. Também foi homenageado pela Câmara Municipal do Rio de Janeiro com a Medalha Pedro Ernesto.
Foi reeleito com 72.056 votos em 2022, para a legislatura 2023-2027.
Em fevereiro de 2024, votou a favor do fim do afastamento da deputada Lucinha, determinado pelo Tribunal de Justiça do estado por ela ser acusada de possuir ligações com milicianos.